# Séisme du 22 juin 2022 en Afghanistan
Le séisme du 22 juin 2022 en Afghanistan est un séisme de magnitude de moment de 5,9 ayant frappé plusieurs régions de l'Afghanistan et du Pakistan de part et d'autre de la ligne Durand, frontière entre les deux pays. Le séisme s'est produit le 22 juin 2022 à 2 h 24, heure de l'Afghanistan (UTC+04:30). Bien que de magnitude considérée comme modérée, il s'est révélé extrêmement destructeur, faisant plus d'un millier de morts et détruisant des centaines de maisons.

## Dommages humains et matériels
Au moins 1 037 personnes sont mortes (dont une au Pakistan) et 3 669 ont été blessées, 361 634 personnes ont été affectés. Au moins 57 bâtiments ont été détruits et 128 autres endommagés, possiblement 200 autres endommagés en Afghanistan, et 12 détruits, 243 endommagés et 353 possiblement endommagés au Pakistan.   
Ce séisme est le plus meurtrier qui ait eu lieu dans la région de Gardêz en Afghanistan, l'épicentre se trouvant dans la province de Khost à moins de dix km de la Frontière entre l'Afghanistan et le Pakistan avec deux fortes répliques du côté pakistanais de celle-ci. En effet, le séisme du 11 février 1999 (Mw : 5,8) avait occasionné la mort de 70 personnes, celui du 20 mai 1992 (Mw : 6,0) de 36 personnes, et celui du 16 avril 2009 (Mw : 5,4) de 19 personnes.
Trois des raisons de ce nombre important de victimes sont les suivantes : 
- d'une part, la région a été affectée par de fortes moussons. Ces pluies ont fragilisé les habitations traditionnelles en terre ou autres matériaux naturels sensibles à l'eau.
- d'autre part, le séisme a eu lieu en pleine nuit, donc avec les populations à l'intérieur des maisons.
- enfin, son foyer est à faible profondeur, à dix km, ce qui favorise un plus grand impact à la surface[3].

## Caractéristiques du séisme
Selon l'Institut d'études géologiques des États-Unis, le tremblement de terre aurait une magnitude de moment de 5,95 et se serait produit à une profondeur de 10 km.
Selon l'IPGP (France), la magnitude de moment serait de 6,2 et la profondeur de 6 km.
Le mécanisme au foyer indique un jeu principalement décrochant : 
(azimut, pendage, rake) = (200,70,-3) / (290,88,-160).